# کایرانو
کایرانو (به ایتالیایی: Cairano) یک کومونه در ایتالیا است که در استان آولینو واقع شده‌است.

## خصوصیات
کایرانو ۱۳٫۸۳ کیلومترمربع مساحت و ۳۷۹ نفر جمعیت دارد و ۷۷۰ متر بالاتر از سطح دریا واقع شده‌است.